# Bonawentura Szeleszczyński
Bonawentura Szeleszczyński, herbu Lubicz (ur. 1801, zm. w lutym 1876) – powstaniec styczniowy, poseł do Sejmu Ustawodawczego w Kromieryżu, na Sejm Krajowy Galicji oraz do austriackiej Rady Państwa
Ziemianin, współwłaściciel dóbr Rakszawa w powiecie łańcuckim. Ożeniony z inną współwłaścicielką Rakszawy - Honoratą z Gwozdowiczów (zm. w 1871).
Aktywny politycznie w okresie Wiosny Ludów. Poseł do Sejmu Konstytucyjnego w Wiedniu i Kromieryżu (10 lipca 1848 – 7 marca 1849), wybrany w galicyjskim okręgu wyborczym Leżajsk. W parlamencie należał do „Stowarzyszenia” skupiającego demokratycznych posłów polskich. Głosował przeciwko nadawaniu przez cesarza sankcji dla ustaw stanowionych przez parlament.
Od 1861 członek Polskiego Stronnictwa Demokratycznego. Członek Rady Powiatu w Łańcucie (1867-1870). Członek powiatowej komisji szacunkowej podatku gruntowego w Łańcucie (1874-1874). Poseł do Sejmu Krajowego Galicji II kadencji (18 lutego 1867 - 13 listopada 1869), wybrany w IV kurii z obwodu Rzeszów, w okręgu wyborczego nr 58 Łańcut-Przeworsk. Poseł do austriackiej Rady Państwa II kadencji (8 listopada 1869 do 31 marca 1870), wybrany w wyborach uzupełniających po rezygnacji Stanisława Morgensterna w kurii XXI (delegatów z grona posłów wiejskich okręgów: Jasło, Rzeszów, Łańcut, Leżajsk, Rozwadów, Tyczyn, Tarnów, Dąbrowa, Dębica, Ropczyce, Mielec). W parlamencie należał do Koła Polskiego w Wiedniu.
Pochowany w kaplicy grobowej na cmentarzu parafialnym w Żołyni.